# Los Pozos (huyện)
Huyện Los Pozos là một huyện (distrito) thuộc tỉnh Herrera ở Panama. Theo điều tra dân số năm 2000, huyện này có dân số 7827 người. Huyện Los Pozos có diện tích 383 km². Huyện lỵ đóng tại Los Pozos.